# IHeartRadio Music Awards 2017
Gli iHeartRadio Music Awards 2017 si sono tenuti il 5 marzo 2017 al Forum di Inglewood, in California, e sono stati presentati da Ryan Seacrest. L'elenco delle nomination alla categorie di premiazione è stato annunciato il 3 gennaio 2017. Drake ha ricevuto il maggior numero di nomination per un totale di quindici, seguito da i The Chainsmokers con dodici.

## Esibizioni
I seguenti artisti si sono esibiti alla cerimonia:
| Artista(i)                    | Canzoni)                        |
| ----------------------------- | ------------------------------- |
| Katy Perry Salta Marley       | Chained to the Rhythm           |
| Big Sean                      | Bounce Back Moves               |
| Noah Cyrus Labrinth           | Make Me (Cry)                   |
| Ed Sheeran                    | Shape of You Castle on the Hill |
| The Chainsmokers Chris Martin | Paris Something Just like This  |
| Thomas Rhett                  | Star of the Show                |
| Shawn Mendes                  | Mercy                           |
| Bruno Mars                    | Treasure That's What I Like     |

## Vincitori e nominati
I vincitori delle varie categorie sono in grassetto.

### Canzone dell'anno
- Justin Timberlake – Can't Stop The Feeling!
  - Sia feat. Sean Paul – Cheap Thrills
  - The Chainsmokers feat. Halsey – Closer
  - Drake feat. Wizkid e Kyla – One Dance
  - Twenty One Pilots – Stressed Out

### Artista femminile dell'anno
- Adele
  - Selena Gomez
  - Ariana Grande
  - Rihanna
  - Sia

### Artista maschile dell'anno
- Justin Bieber
  - Drake
  - Shawn Mendes
  - Luke Bryan
  - The Weeknd

### Miglior nuovo artista
- The Chainsmokers
  - Kelsea Ballerini
  - Lauren Alaina
  - Chance the Rapper
  - Jon Pardi
  - Maren Morris
  - Anderson Paak
  - Joss Favela
  - Bryson Tiller
  - The Strumbellas
  - Zayn
  - Lukas Graham
  - CNCO
  - Brett Young

### Miglior duo/gruppo dell'anno
- Twenty One Pilots
  - The Chainsmokers
  - Coldplay
  - DNCE
  - Florida Georgia Line

### Miglior collaborazione
- Rihanna e Drake – Work
  - Sia e Sean Paul – Cheap Thrills
  - The Chainsmokers e Halsey – Closer
  - The Chainsmokers e Daya – Don't Let Me Down
  - Calvin Harris e Rihanna – This Is What You Came For

### Album pop dell'anno
- Adele – 25

### Miglior nuovo artista pop
- The Chainsmokers
  - Alessia Cara
  - Daya
  - Lukas Graham
  - Zayn

### Canzone alternativa rock dell'anno
- Twenty One Pilots – Heathens
  - Blink-182 – Bored to Death
  - Red Hot Chili Peppers – Dark Necessities
  - Twenty One Pilots – Ride
  - Cage the Elephant – Trouble

### Album alternative rock dell'anno
- Twenty One Pilots – Blurryface

### Artista alternative rock dell'anno
- Twenty One Pilots
  - Blink-182
  - Cage the Elephant
  - Coldplay
  - The Strumbellas

### Canzone rock dell'anno
- Green Day – Bang Bang
  - Red Hot Chili Peppers – Dark Necessities
  - Volbeat – The Devil's Bleeding Crown
  - The Pretty Reckless – Take Me Down
  - Disturbed – The Sound of Silence

### Album rock dell'anno
- Metallica – Hardwired... to Self-Destruct

### Artista rock dell'anno
- Disturbed
  - Five Finger Death Punch
  - Red Hot Chili Peppers
  - Shinedown
  - Volbeat

### Miglior nuovo artista rock/alternative rock
- The Strumbellas
  - Foals
  - Kaleo
  - Nathaniel Rateliff & the Night Sweats
  - Red Sun Rising

### Canzone country dell'anno
- Dierks Bentley – Somewhere on a Beach
  - Carrie Underwood – Church Bells
  - Old Dominion – Snapback
  - Thomas Rhett – T-Shirt
  - Cole Swindell – You Should Be Here

### Album country dell'anno
- Chris Stapleton – Traveller

### Artista country dell'anno
- Thomas Rhett
  - Jason Aldean
  - Luke Bryan
  - Carrie Underwood
  - Keith Urban

### Miglior nuovo artista country
- Kelsea Ballerini
  - Chris Lane
  - Maren Morris
  - Granger Smith
  - Chris Stapleton

### Canzone dance dell'anno
- The Chainsmokers feat. Halsey – Closer
  - Major Lazer feat. Justin Bieber e MØ – Cold Water
  - The Chainsmokers feat. Daya – Don't Let Me Down
  - Mike Posner – I Took a Pill in Ibiza (SeeB Remix)
  - DJ Snake feat. Justin Bieber – Let Me Love You

### Album dance dell'anno
- The Chainsmokers – Collage

### Artista dance dell'anno
- The Chainsmokers
  - DJ Snake
  - Flume
  - Calvin Harris
  - Major Lazer

### Canzone hip hop dell'anno
- Drake feat. Wizkid and Kyla – One Dance
  - Fat Joe e Remy Ma feat. French Montana e Infared – All the Way Up
  - Drake – Controlla
  - DJ Khaled feat. Drake – For Free
  - Desiigner – Panda

### Album hip hop dell'anno
- Drake - Views

### Artista hip hop dell'anno
- Drake
  - Desiigner
  - DJ Khaled
  - Future
  - J. Cole

### Miglior nuovo artista hip hop
- Chance the Rapper
  - Desiigner
  - DRAM
  - Kevin Gates
  - Kent Jones

### Canzone R&B dell'anno
Work – Rihanna featuring Drake
- Bryson Tiller - Exchange
- Rihanna - Needed Me
- Usher feat. Young Thug – No Limit
- Beyoncé - Sorry

### Album R&B dell'anno
- Rihanna – Anti

### Artista R&B dell'anno
- The Weeknd
  - Rihanna
  - Beyoncé
  - Bryson Tiller
  - Usher

### Miglior nuovo artista R&B
- Bryson Tiller
  - Belly
  - Kayla Brianna
  - Dreezy
  - Ro James

### Canzone latina dell'anno
- Enrique Iglesias feat. Wisin – Duele el Corazón
  - IAmChino feat. Pitbull, Yandel e El Chacal – Ay Mi Dios
  - Maná feat. Nicky Jam – De Pies A Cabeza
  - "La Carretera" - Prince Royce –
  - Reik feat. Nicky Jam – Ya Me Enteré

### Album latino dell'anno
- J Balvin – Energía

### Artista latino dell'anno
- Nicky Jam
  - Enrique Iglesias
  - J Balvin
  - Prince Royce
  - Yandel

### Miglior nuovo artista latino
- CNCO
  - Christian Daniel
  - Sofía Reyes
  - Carlos Rivera
  - IAmChino

### Produttore dell'anno
- Benny Blanco
  - Mike Elizondo
  - Greg Kurstin
  - Max Martin
  - The Chainsmokers

### Miglior canzone in un film
- 5 Seconds of Summer – Girls Talk Boys (Ghostbusters)
  - Justin Timberlake – Can't Stop the Feeling! (Trolls)
  - Twenty One Pilots – Heathens (Suicide Squad)
  - P!nk – Just like Fire (Alice Through the Looking Glass)
  - Ellie Goulding – Still Falling for You (Bridget Jones's Baby)

### Miglior video musicale
- Fifth Harmony feat. Ty Dolla $ign – Work from Home
- Justin Timberlake - Can't Stop the Feeling!
- The Chainsmokers feat. Daya – Don't Let Me Down
- Beyoncé - Formation
- Nicky Jam – Hasta el Amanecer
- Twenty One Pilots - Heathens
- Coldplay - Hymn for the Weekend
- Mike Posner - I Took a Pill in Ibiza (SeeB Remix)
- Ariana Grande feat. Nicki Minaj – Side to Side
- Calvin Harris feat. Rihanna – This Is What You Came For
- Rihanna feat. Drake – Work
- Zayn - Pillowtalk

### Social Star Award
- Jack & Jack (Snapchat)
  - Alex Aiono (YouTube)
  - Baby Ariel (Musical.ly)
  - Steph Clavin (Instagram)
  - Todrick Hall (YouTube)
  - Hailey Knox (YouNow)
  - Emma McGann (YouNow)
  - Marcus Perez (Facebook)
  - Jacob Sartorius (Musical.ly)
  - xYego (Smule)

### Miglior fan army
- Fifth Harmony – Harmonizers
  - 5 Seconds of Summer – 5SOSFam
  - Beyoncé – Beyhive
  - Justin Bieber – Beliebers
  - Selena Gomez – Selenators
  - Ariana Grande – Arianators
  - Lady Gaga - Little Monsters
  - Demi Lovato – Lovatics
  - Shawn Mendes - Mendes Army
  - Katy Perry – KatyCats
  - Rihanna – Rihanna Navy
  - Britney Spears – Britney Army
  - Twenty One Pilots – Skeleton Clique

### Innovator Award
- Bruno Mars

### Miglior tournée
- A Head Full of Dreams Tour – Coldplay